# Odkurzacz Gamma
Gamma (typ A4) oraz Gamma II (typ A6) – polski odkurzacz tradycyjny (workowy) produkowany od drugiej połowy lat pięćdziesiątych do połowy lat sześćdziesiątych XX wieku przez ówczesnego monopolistę na rynku gospodarki centralnie sterowanej PRL – pierwotnie Rzeszowską Fabrykę Sprzętu Gospodarczego (późniejszy Zelmer). Następnie produkcje przeniesiono na krótki okres do Kętrzyńskiej Fabryki Sprzętu Elektrotechnicznego Farel.
W segmencie lekkich odkurzaczy ręcznych jego pośrednim następną został Zelmer typ 01.

## Gamma – typ A4

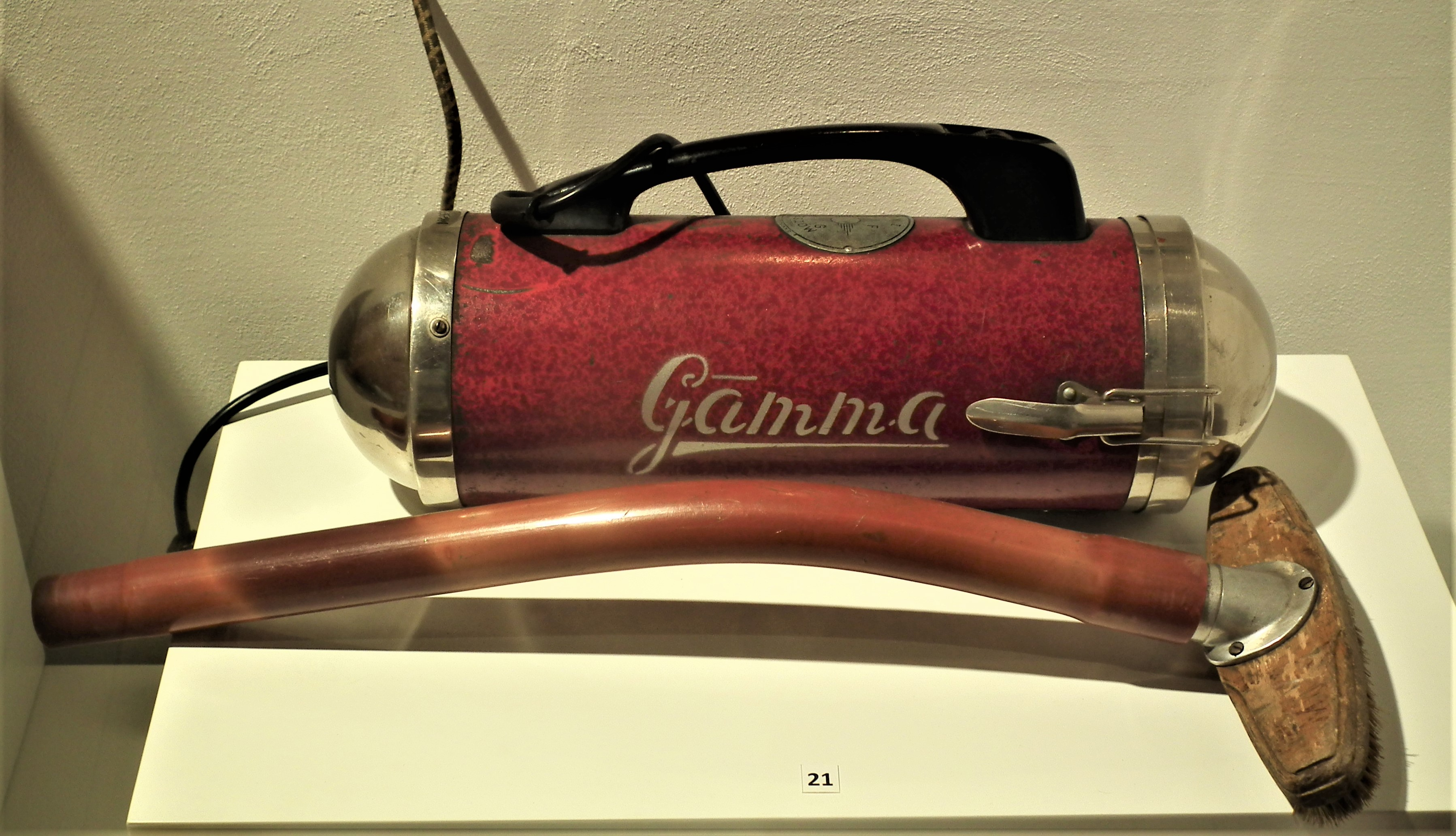
Gamma

Pierwsza Gamma znacząco różniła się od późniejszych wersji. Pierwotnie pokrywy komory worka oraz silnika wykonane były z metalu oraz miały inny (bardziej płaski) kształt. Zaczepy komory worka również różniły się od późniejszych. Jedynym wspólnym z kolejną wersją elementem była bakelitowa rączka oraz włącznik suwakowy. Odkurzacze te posiadały zagraniczne silniki.

### Kolorystyka
Korpusy Gammy malowane były na zielono lub czerwono. Bakelitowa rącza i przełącznik suwakowy – czarne. Pokrywy i zaczepy pokrywane były powłoką galwaniczną co sprawiało, że posiadały błyszczący metaliczny kolor. Posiadał charakterystyczny, biały napis.

## Gamma II – typ A6
Wcześniejsze powstanie Alfy II, która otrzymała oznaczenie typu A5, wymusiło jednostkowy przeskok w numeracji typów Gammy.

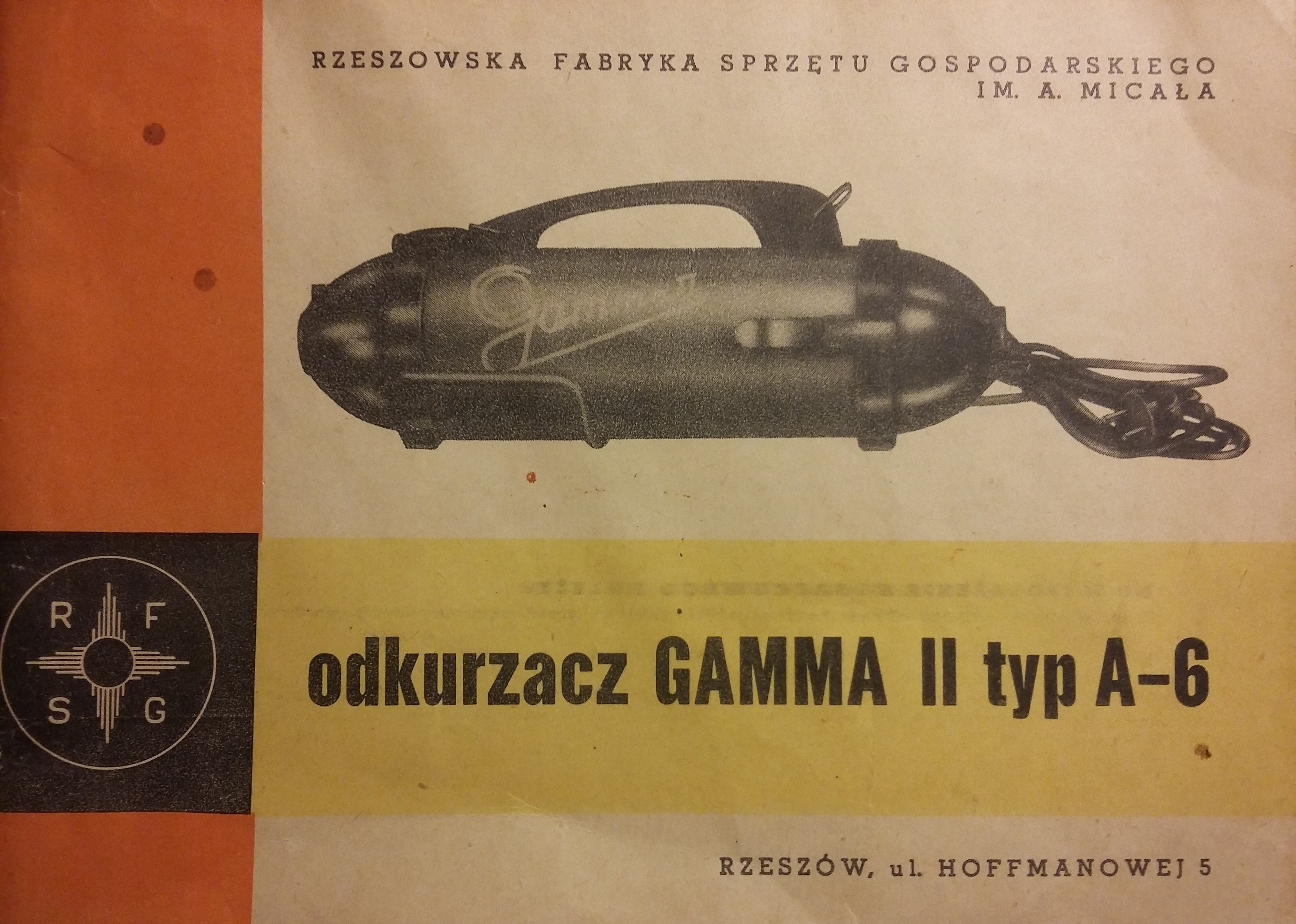
Okładka instrukcji

Około 1958 zaczęto produkować najbardziej rozpowszechnioną wersję Gammy – typ A6. Otrzymała ona bakelitowe, bardziej wypukłe pokrywy. Pokrywa komory silnika posiadała gniazdo elektryczne służące do obsługi suszarki elektrycznej, która stanowiła wyposażenie dodatkowe. Rozwiązanie to stanowiło podstawę do propagandowego określenia Gammy II jako „uniwersalny polski odkurzacz” (PKF 1960/10b). Typ A6 wyposażono w pasek, dzięki któremu można było przenosić odkurzacz zawieszony na ramieniu.
Podobnie jak typ A4 Gamma II posiadała pierwotnie silniki zagraniczne. W późniejszym okresie powstały podtypy Gammy II różniące się rodzajem silnika – A6b oraz A6c. Zakłada się, że A6 posiadał silnik produkcji NRD. A6b posiadał silnik produkcji polskiej wyprodukowany w brzeskiej fabryce BESEL, Natomiast A6c – silnik typ 113. O ile silnik z NRD i polski z typu A6b to jednakowa konstrukcja różniąca się drobnymi kwestiami wymiarowymi, tak silnik typ 113 to zupełnie inny silnik.

### Dane techniczne

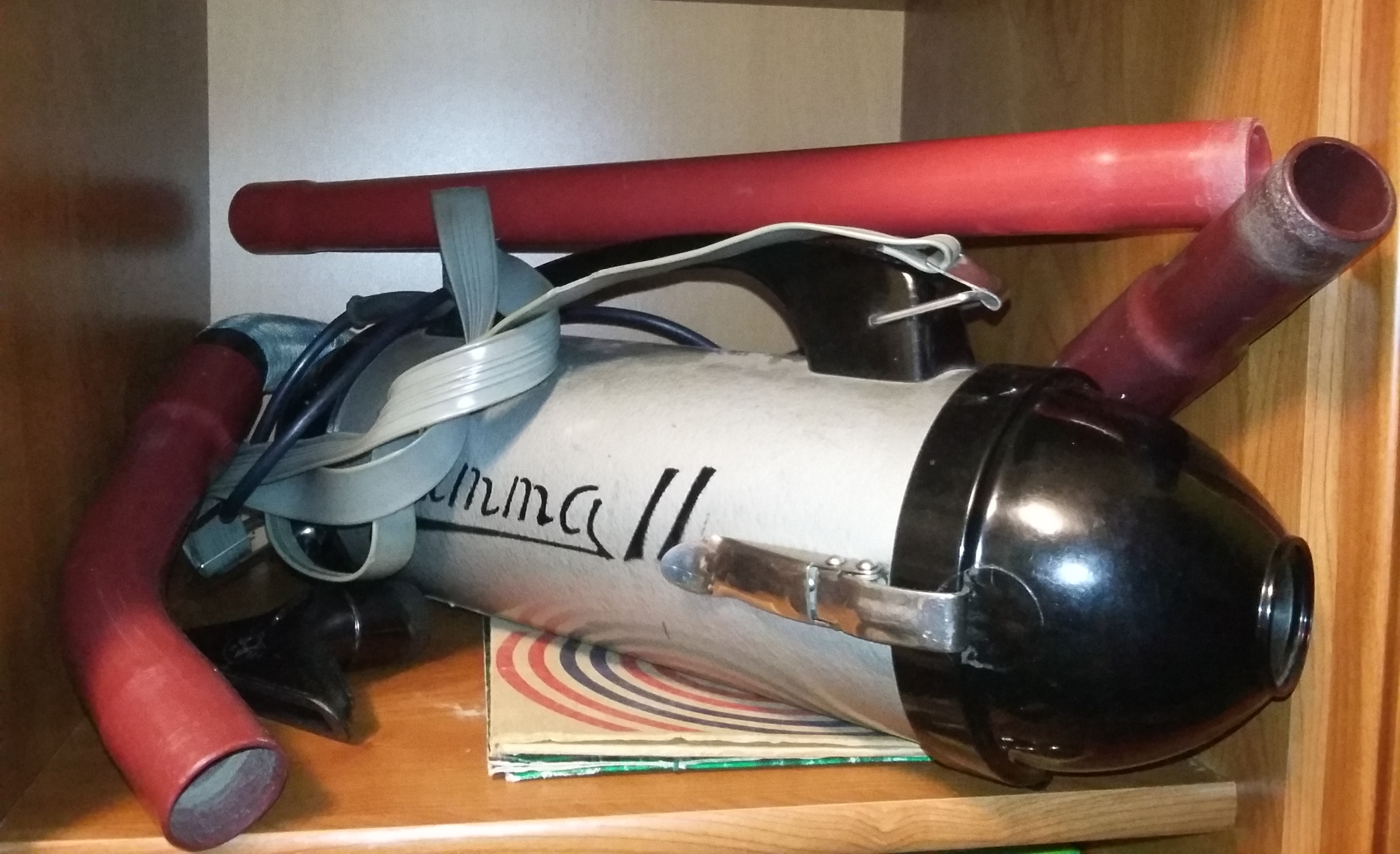
Gamma II z 1963 roku

| Podciśnienie           | 600 mm słupa wody |
| Wydajność ssania       | 600 l/min         |
| Moc silnika            | 90 W              |
| Moc pobierana          | 140 W             |
| Napięcie               | 220 V             |
| Obroty silnika         | 14000 obr./min    |
| Ciężar z wyposażeniem  | 4,8 kg            |
| Ciężar bez wyposażenia | 2,7 kg            |
| Wymiary                | 145x175x450 mm    |

### Kolorystyka
Początkowo korpusy malowane były podobnie jak w przypadku typu A4 na zielono lub czerwono. W roku 1960 zaczęto malować korpusy farbą młotkową co stanowiło zestandaryzowanie kolorystyki odkurzaczy (korpusy Alfy II oraz Alfy K2 malowane były również farbą młotkową). Elementy bakelitowe – czarne. Szablon napisu pozostał taki sam jak w przypadku typu A4, lecz napis przesunięto lekko do tyłu i dopisano do niego „II”. Sam napis początkowo był biały, potem czarny. Wspomniany wcześniej pasek był szary lub czerwony.
Istnieją wyjątkowe malowania korpusów Gammy II, lecz są to bardzo rzadkie przypadki.

## Gamma II wersja Farel
Po zakończeniu produkcji Gammy II w Rzeszowie produkcję przeniesiono do Kętrzyna. Nie był to długi rozdział w historii fabryki Farel, lecz warto go odnotować. Nie jest do końca znany cel i dokładny okres produkcji Gammy II w Kętrzynie. Prawdopodobnie ze względu na możliwość używania Gammy II jako suszarki podjęto taką decyzje. W tym okresie w Farel rozpoczęto produkcję suszarki Fema. Jej produkcja oraz wprowadzenie na rynek mocniejszych odkurzaczy średnich typu A7, które przez pierwsze kilka lat również miały gniazdo elektryczne do suszarki ostatecznie zakończyło erę  „uniwersalnego polskiego odkurzacza”.
W tej wersji zastosowano przełącznik stosowany powszechnie od 1965. Wymusiło to zmianę konstrukcji rączki.

### Kolorystyka
Kolorystycznie wygląd identyczny jak przy egzemplarzach z Rzeszowa. Odkurzacze te miały jednak prosty napis, wykonany tylko z dużych liter, który ponadto znajdował się z drugiej strony korpusu.

## Ciekawostki
- Wydatek powietrza (wydajność ssania) odkurzacza Alfa K2, który produkowany był w tym samym okresie co Gamma, wynosił 900 l/min, czyli o 1,5 raza więcej.

Kilka lat później w odkurzaczu Alfa K2-L (silnik SK-10) było to już 1800 l/min (czyli o 3 razy więcej), a w przypadku silnika Silma RH-5500A – 2000 l/min (czyli o 3,33 razy więcej). Współczesne odkurzacze domowe oscylują przy wartości 2000 l/min. Wydatek powietrza współczesnych odkurzaczy akumulatorowych wynosi około 800 l/min (o 1,33 raza więcej), lecz są one zasilane napięciem do 10-12 Voltów, Gamma natomiast była zasilana napięciem sieciowym 220 V.
Tak więc możliwości odkurzające Gammy były dość skromne.
- Dodatkowym wyposażeniem był także rozpylacz cieczy (np. wody, odpowiednio rozcieńczonej farby)

- Oprócz worka materiałowego nie występują żadne inne filtry powietrza. Worek należało opróżnić po każdym odkurzaniu ze względu na jego małe wymiary.